# Los lobos (película de 1955)
Los lobos (o Lobo) (狼 Okami?) es una película japonesa de drama criminal de 1955 escrita y dirigida por Kaneto Shindō.

## Sinopsis
Tras una secuencia inicial en la que un grupo de personas secuestra un camión de correos, un montaje de reportajes de prensa e investigaciones policiales y el arresto de Akiko, uno de los miembros de la banda, la película pasa a una narración en flashback que cubre los eventos anteriores.
Cinco agentes de seguros, tres hombres y dos mujeres, contratados a modo de prueba como vendedores de seguros de vida, se enfrentan al despido por no cumplir con el plan de ventas de la compañía. Pagados a comisión, todos viven en condiciones sociales muy precarias.
Akiko Yano y Tomie Fujibayashi son viudas de guerra y deben criar solas a sus hijos. Yoshikawa, un ex guionista, acoge a la familia de su yerno desempleado y Mikawa, un extrabajador de una fábrica de automóviles que perdió su trabajo tras un accidente que le mutiló la mano, apenas puede alimentar a su familia. Harashima, un empleado de banco despedido por sus actividades sindicales, vive en un matrimonio infeliz con una esposa que se niega a divorciarse de él sin recibir una indemnización.
El golpe de Estado tiene éxito, pero poco después los miembros del grupo, que son apodados «Los lobos» por la prensa, son capturados uno tras otro. La última en ser detenida es Akiko, que necesitaba el dinero para una operación a su hijo desfigurado y la está esperando la policía en el hospital donde está siendo tratado su hijo.

## Reparto
- Nobuko Otowa como Akiko Yano
- Jun Hamamura como Harashima
- Ichirō Sugai como Fusajirō Yoshikawa
- Sanae Takasugi como Tomie Fujibayashi
- Taiji Tonoyama como Yoshiyuki Mikawa
- Bokuzen Hidari
- Tanie Kitabayashi
- Masao Mishima
- Tomoko Naraoka
- Eitarō Ozawa
- Sumie Sasaki
- Masami Shimojō
- Tsutomu Shimomoto
- Kinzō Shin como Hideo Yamamoto
- Kin Sugai
- Yoshiko Tsubouchi
- Eijirō Tōno
- Jūkichi Uno

## Producción
Shindō basó su guion en un hecho real, el robo de un camión por parte de un grupo de cinco agentes de seguros, entre ellos dos mujeres, que no tenían antecedentes penales y actuaban movidos por la absoluta pobreza. La película fue producida por Kindai Eiga Kyōkai, la productora de Shindō y del actor Taiji Tonoyama, después de que Nikkatsu se retirara del proyecto poco antes de que comenzara el rodaje. En su lugar, Itō Takerō, de la compañía independiente Dokuritsu Eiga, ayudó a financiar la producción. 
El filme se estrenó solo en unos pocos cines independientes y fue un fracaso de público. Tonoyama, que apareció en muchas de las películas de Shindō, declaró más tarde que este era su papel favorito de todas las películas del director.